# Huset Schauenburg
 Denne artikel omhandler den tyske adelssægt Schauenburg. Opslagsordet har også en anden betydning, se Schauenburg.
Huset Schauenburg, fra ca. 1485 kaldet Huset Schaumburg, var en tysk adelsslægt, der fra 1100- til 1600-tallet herskede over forskellige områder i det Tysk-romerske rige. Slægtens stamsæde var borgen Schauenburg ved floden Weser nær byen Rinteln i den nuværende tyske delstat Niedersachsen. Ud over stamgrevskabet Schaumburg med deres residenser Bückeburg og Stadthagen blev slægten forlenet med de nordtyske grevskaber Holsten og Stormarn og havde som sådan stor indflydelse på Danmarks historie i middelalderen.

## Historie
Slægten har sit navn efter Schauenburg Slot ved floden Weser nær byen Rinteln, hvis ejere begyndte at kalde sig herrer (fra 1295 grever) af Schauenburg. Adolf 1. var sandsynligvis den første herre af Schauenburg i 1106.
I 1110 udnævnte hertug Lothar af Supplinburg sin vasal Adolf 1. af Schauenburg som efterfølger for grev Gottfried i Hamborg, som var faldet i kamp mod slaverne. Med denne udnævnelse begyndte i grevskabet Holsten en schauenburgsk regeringstid, som varede i næsten 350 år. I 1130 døde Adolf 1. og han blev efterfulgt af sin søn Adolf 2., som faldt i 1164 i slaget ved Verchen i Forpommern mod slaverne.
Skønt alle fra Adolf 1. til dennes barnebarn Adolf 3. oprindeligt ikke identificerede sig selv som grever i Holsten, blev de benævnt således af deres samtidige. Titlen greve tog først Adolf 4. i 1225 fra sin forgænger, den danske vasal grev Albrecht af Orlamünde. Indtil begyndelsen af Albrechts regering blev kun det holstenske øvre område kaldt "Holsten".
Fra 1261 blev familien delt løbet af nogle årtier i flere, delvist kortlivede slægter. Derved skabtes flere samtidige herskere i Holsten:
- Holsten-Itzehoe (Itzehoe-linjen[1], 1261–1290)
- Holsten-Kiel (Kiel-linjen[1], 1261–1316, arvet fra Plön -1390, atter delt: grev Albrecht 2. 1397–1403)
- Holsten-Segeberg (Segeberg-linjen, 1273–1308/1315)
- Holsten-Plön (Plön-linjen[1], 1290–1390)
- Holsten-Pinneberg eller Holsten-Schauenburg (Pinneberg-linjen[1], 1290–1640)
- Holsten-Rendsborg (Rendsborg-linjen[1], 1290–1459)

Delingen sluttede i 1390, da Rendsborg-linjen var indehaver af de meste af Holsten. Den opnåede fra 1326 flere gange forleningen af den danske hertugdømme Slesvig eller Sønderjylland. Kun det lille grevskab Holsten-Pinneberg, som var forbundet med grevskabet Schauenburg, forblev ved siden af.
Følgende grever var de vigtigste for Holsten og Stormarn:
- 1111–1128 Adolf 1. af Holsten
- 1128–1164 Adolf 2. af Holsten
- 1164–1203 Adolf 3. af Holsten
- 1203–1225 Albrecht af Weimar-Orlamünde; Holsten var under Albrechts regering en dansk lydprovins under svogeren Valdemar Sejr
- 1225–1239 Adolf 4. af Holsten
- 1239–1263 Johan af Holsten
- 1263–1290 Gerhard 1. af Holsten
- 1290–1312 Gerhard 2. af Holsten
- 1312–1340 Gerhard 3. af Holsten
- 1340–1385 Henrik 2. af Holsten
- 1385–1404 Gerhard 6. af Holsten
- 1404–1427 Henrik 4. af Holsten
- 1427–1433 Gerhard 7. af Holsten
- 1427–1459 Adolf 8. af Holsten

Da Adolf 8. døde barnløs, samledes repræsentanter for Holstens og Slesvigs adel i marts 1460 i Ribe og valgte Christian 1. til greve i Holsten og hertug over Slesvig på betingelsen at de to områder altid skulle forblive sammen.
Pinneberger-linjen regerede indtil 1640 i det lille grevskab Holsten-Pinneberg, i Schaumburg hjemlandet samt fra 1476 i herskabet Gemen.

## Greveslægtens betydning i Niedersachsen
Schauenburgerne har gennemført en ordentlig kolonisering med byoprettelser som fx Stadthagen og Rinteln. Schaumburg-greverne var i det 13. århundrede distriktet Gografen Wennigsen (Deister) og velhavende Deister forstranden i mere end hundrede år. Denne omstændighed medførte, at greverne af Schauenburg var underlagt fogeder for klostret Wennigsen. Grevefamilien donerede ejendomme til klostret. Grevskabet Sternberg tilhørte fra 1377 til 1402-1405 Schauenburger-besiddelser, hvorefter det blev lovet adelsmænd i Lippe. Grev Johann 4. af Schauenburg og Holsten-Pinneberg overtog ved ægteskabet med Cordula von Gehmen (nu Gemen) dette herskab i 1476 af sin sønneløse svigerfar ved dennes afståelse (overdragelse).